# Directo (álbum de Ilegales)
Directo es un álbum del grupo Ilegales, liderado por Jorge Ilegal, perteneciente a la compañía discográfica Hispavox editado en el año 1986 compuesto por 19 canciones.

## Lista de canciones
| N.º | Título                                   | Duración |  |
| 1.  | «Caramelos Podridos»                     |          |  |
| 2.  | «Soy Un Macarra»                         |          |  |
| 3.  | «Ella Saltó Por La Ventana»              |          |  |
| 4.  | «Agotados De Esperar El Fin»             |          |  |
| 5.  | «Europa Ha Muerto»                       |          |  |
| 6.  | «La Fiesta»                              |          |  |
| 7.  | «Princesa Equivocada»                    |          |  |
| 8.  | «El Norte Esta Lleno De Frío»            |          |  |
| 9.  | «Enamorados De Varsovia»                 |          |  |
| 10. | «La Casa Del Misterio»                   |          |  |
| 11. | «¡Hola, Mamoncete!»                      |          |  |
| 12. | «Bestia, Bestia»                         |          |  |
| 13. | «Hombre Solitario»                       |          |  |
| 14. | «Revuelta Juvenil En Mongolia»           |          |  |
| 15. | «Destruye»                               |          |  |
| 16. | «Odio Los Pasodobles»                    |          |  |
| 17. | «Problema Sexual»                        |          |  |
| 18. | «¡Heil, Hitler!»                         |          |  |
| 19. | «África Paga / Tiempos Nuevos (Reprise)» |          |  |